# Rio Jenipapo (periodiskt vattendrag i Brasilien, Paraíba)
Rio Jenipapo är ett periodiskt vattendrag i Brasilien.   Det ligger i delstaten Paraíba, i den östra delen av landet, 1 500 km nordost om huvudstaden Brasília.
Omgivningarna runt Rio Jenipapo är huvudsakligen savann. Runt Rio Jenipapo är det ganska glesbefolkat, med 24 invånare per kvadratkilometer.